# 이상재
이상재(李商在, 1850년 10월 26일 ~ 1927년 3월 29일)는 대한제국 의정부 총무국장 직책을 지낸 정치가이다. 충청남도 서천군(태어날 당시에는 한산군)출신으로 고려 시대 학자 겸 정치가 이색의 후손이다. 조선후기, 대한제국의 정치인으로 개화파 운동가였으며, 일제강점기 조선 시대의 교육자, 청년운동가, 독립운동가이자 정치인, 언론인이다. 자는 계호(季皓), 아호는 월남(月南)이다. 본관은 한산이다.

## 이력
그는 1867년 과거에 낙방한 후 박정양의 개인비서로 관계에 투신하였으며 1881년 일본을 시찰, 개화 사상을 접하였다.
귀국 이후 개화파 관료로 활동하다가 갑신정변에 연루되어 관직에서 사퇴하였다. 정치적 스승인 박정양의 몰락 이후 고향에서 은거하다가, 미국공사관 2등 서기관으로 부임하였다. 이후 조선을 속국으로 여기고 외교에 개입한 청나라 사신을 물리치고 직접 외교의 길을 열었다. 귀국 이후 독립협회, 만민공동회에서 민중 계몽운동을 하였다.
그러나 1899년 11월 독립협회, 만민공동회는 강제 해산되고, 1902년 개혁당 사건에 연루되어 투옥되었다가 풀려났으며 한일병탄 이후에는 관직을 사퇴하였다. 1905년 이후에는 윤치호와 함께 YMCA를 지도하였으며, 1919년의 3·1 만세 운동에는 참여를 거부하였으나 관련자로 지목되어 연행되기도 했다. 이후 교육과 청년의 계몽, 각성을 역설하는등 1920년대 중반 조선일보 사장과 신간회 활동하였다. 개인적으로 재물에 욕심을 부리지 않았고, 전셋방을 전전하였다. 그는 후일 대한민국의 대통령을 역임한 이승만의 정치적 스승 중의 한사람이었다.

## 생애

### 생애 초기

#### 출생과 가계

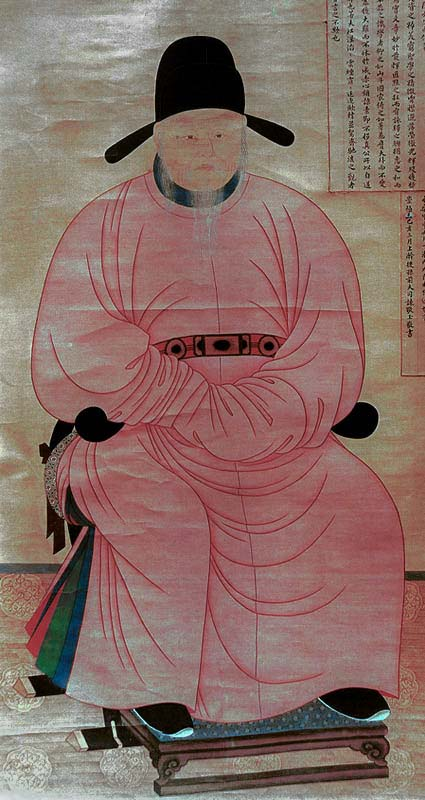
선조 목은 이색

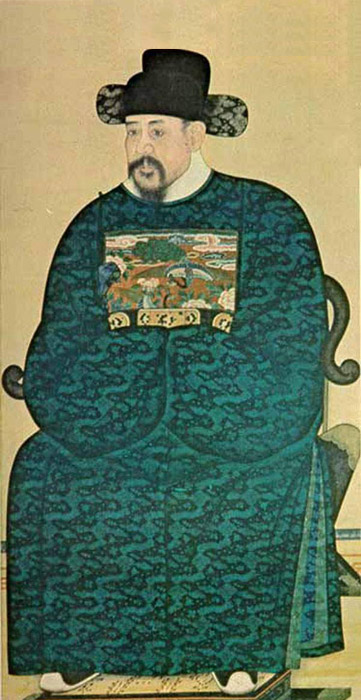
9대 방조 이산해

이상재는 1850년 10월 26일 충청남도 서천군(당시 한산군) 한산면에 살던 선공감가감역(繕工監假監役)을 지낸 이희택(李羲宅)과 밀양 박씨의 아들로 출생하였으며 전형적인 선비 집안에서 태어났다.
그의 집안은 고려말의 학자 이색의 후손으로, 이색의 장남 이종덕(李種德)의 15대손이었다. 13대 방조인 이개(李塏)는 사육신의 한사람으로 단종 복위 거사에 가담했다가 실패하고 처형당하기도 했다. 또한 12대 방조인 이계전의 후손 중에는 조선 중기의 철학자 토정 이지함과 화가 이산보, 선조 때 영의정을 지낸 이산해가 배출되기도 했다.
그의 집안은 대대로 벼슬살이를 하다가 5대조 이익태(李益泰)는 한성부좌윤, 고조부 이덕한(李德漢)이 사마를 지낸 것을 끝으로 벼슬에 나가지 못하다가 다시 아버지 이희택이 선공감의 가감역으로 출사하여 관직에 나가게 되었다. 어릴 적 이름이자 자(字)는 계호(季皓)이고 성인이 된 뒤 이름을 상재(商在)로 바꾸었으며 아호를 월남이라 하였다.

#### 유년기와 소년기
비록 집은 가난했지만, 학문이 있는 선비 집안답게 배움을 중요하게 생각하는 할아버지와 아버지의 영향으로 이상재는 어려서부터 한학을 공부하였다. 계몽사에서 펴낸 어린이 그림위인전기 《이상재》에 의하면, 장을 보시던 할아버지가 생활비를 손자의 책값으로 쓰셨다는 일화(에피소드)가 나올 정도로 배움을 존중하는 집안이었다.
어려서 한학을 수학하다 서당을 다니고, 1864년(고종 1년) 조혼 풍습에 따라 3년 연상인 목천 장씨와 결혼하였다. 할아버지 이경만이 별세하여 선산에 안장되었으나, 그의 선산이 참의를 지낸 김씨 집안 선산과 경계 마찰로 아버지 이희택이 투옥되었다. 신혼기간 중 6촌 형 이경재에게 아버지 희택의 투옥 소식을 듣고 한산군에 달려가 아버지를 대신하여 옥살이를 하겠노라 군수에게 청하여 아버지 희택을 석방시키고, 자신이 대신 투옥되었다가 풀려난 일이 있을만큼 이상재는 의리있는 청년이었다.

#### 과거 낙방과 개화파

##### 과거낙방
어려서부터 학문을 수련한 이상재는 18세에 과거에 응시하였으나, 양반들의 연줄과 인맥으로 과거 합격자를 정하는 매관매직행위으로 낙방하였다. 이후 과거를 단념하고 고향으로 내려가 농업에 종사하면서 은거하였다.

##### 개화파 박정양과의 만남

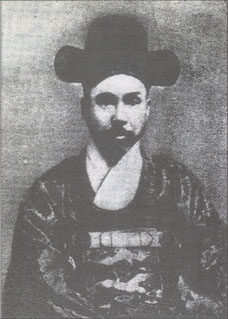
박정양, 1888년

한성에서 우연한 기회에 그는 박정양(朴定陽)을 만나 그와 사귀게 되었다. 그와 시국을 논하면서 부패한 관료, 매관 매직, 민생 개혁안 등에 대한 의견이 일치하였고 박정양은 일개 평민인 그의 식견에 탄복하였다. 그러나 인맥과 연줄로 과거 합격자를 정하는 부정한 풍토를 개탄, 낙향하여 세상을 등지고 살고자 하였으나 친족 장직(長稙)의 권유와 박정양의 부탁으로 당시 승지였던 박정양(朴定陽)의 집에서 1880년까지 개인비서일을 보았다.
승지 박정양의 개인 비서로 일한 경험은 이상재 선생이 세상 돌아가는 이치와 국내외 정세에 대한 지식을 쌓기 시작한 시기였다. 조정의 신임을 받는 젊은 선비이자 개화파 지식인인 박정양을 만난 사건은 이상재의 일생에 결정적인 영향을 주었다. 당시 박정양은 엉뚱하리만치 개성이 강한 청년 이상재를 아껴서,자주 불러다가 술을 마시며 토론하였으므로 이상재가 자신만의 사상을 만드는데 영향을 주었다.

### 청년 시절

#### 일본 유학과 귀국
1881년 박정양이 일본 시찰 목적으로 조선 조정에서 구성한 신사유람단의 한 사람으로 선발되어 일본에 갈 때 그의 수행원이 되어 일본으로 건너가 동행하였던 김옥균(金玉均), 홍영식(洪英植), 조준영(趙準永), 어윤중(魚允中) 등의 개화파 지식인들과 깊이 사귀었다. 이들의 수행원으로는 미국 유학경험이 있는 지식인인 유길준(兪吉濬), 윤치호(尹致昊), 고영희, 안종수(安宗洙) 등 26명이 이상재와 함께 따라갔다.
이때 그는 저녁에 한가한 시간에 일본의 도심 번화가를 다니며 신흥문물과 사회의 발전상을 보고 크게 충격을 받았으며, 조선 사회 역시 개항이 필요하다는 시각을 갖게 되었다. 그는 함께 유학생으로 파견된 홍영식 등과 사귀어 친분관계를 쌓고 귀국한 뒤 개화운동에 참가할 수 있는 소지를 마련하였다. 이때 그는 홍영식, 윤치호 등을 만나 친분을 쌓았는데, 특히 홍영식 등과의 친분관계는 그의 관료 생활에 크게 도움이 되었다.
1884년 우정국 총판(郵政局總辦) 홍영식의 권고로 우정국 주사(主事)에 발령받아 인천에서 근무하게 되었다. 그해 10월 11일에는 우정국 사사에 임명되었다. 갑신정변 직전 그는 정변을 도왔으나, 3일만에 실패한다. 갑신정변의 실패로 그는 스스로 책임을 통감하고 관직을 사퇴하고 낙향하게 된다.

#### 갑신 정변 이후

##### 낙향
1884년 12월 우정국의 인천분국장에 임명되었다. 그러나 3일만에 해임된다. 그해 12월에 개화파가 일으킨 갑신정변이 3일천하로 실패로 돌아가자 그도 연루자로 몰렸으나,수색 책임자인 한규설(韓圭卨)을 만나 떳떳이 처신하고 고향으로 내려감으로써 처벌을 면했다. 고종은 학문이 뛰어난 그의 실력을 인정하여 지방수령직에 임명하려 했지만,자신을 정계로 이끌어준 박정양이 유배되었으니 자신은 관직에 있을 수 없다 하며 사퇴하였다.
그는 고향으로 낙향하여 농사를 짓다가, 1887년 초 박정양에 의해 다시 등용되었다.

##### 미국공사관 서기관과 조선의 단독봉정
1887년 박정양에 의하여 친군영(親軍營)의 문안(文案)으로 임명되었다. 1887년 6월 박정양이 미국에 전권대사로 임명되자, 이상재는 미국공사관 2등 서기관으로 수행하여 1년여 동안 워싱턴 D.C.에서 근무했다. 어린이그림위인전기《이상재》(계몽사)에 따르면, 월남 이상재 선생은 미국 청소년들이 미국공사관 2등서기관으로 일하는 외교관인 자신에게 돌을 던진 무례한 행동을 하여 경찰 조사를 받게 되자, "나이어린 청소년들의 철없는 행동이니 용서해달라"며 선처해줄 것을 요청했다. 이 사실을 안 부모들은 이상재 선생에게 고마워했고, 신문에 한국에서 온 외교관인 이상재 선생이 베푼 선행 이야기가 실렸다고 한다. 이러한 너그러운 마음은 나중에 항일운동가로서의 이념이 되었다.
이때 청나라가 우리나라와 미국이 직접 외교관계를 맺지 못하도록 국서(國書)의 수교를 방해하였으나, 이상재는 청국공사와 담판을 벌여 직접 국서를 전달하게 했다. 워싱턴 D.C.에서 청나라 공사가 국서(國書)의 봉정을 직접 하려 하자, 청나라 공사관 서기관과 담판하여 박정양이 단독으로 봉정하게 했던 것이다. 이로써 조선개국(1392년) 이후 외교관계에 있어서도 중국의 속국화된 인습을 없애버렸다. 귀국한 뒤 청나라 정부의 압력으로 관직에서 물러났으나 주한외교관들의 친목단체인 정동구락부(貞洞俱樂部)의 일원으로 활동했다. 낙향하였다가 개화파 지도자들의 연락을 받고 그는 다시 한성으로 상경했다.

#### 독립협회와 만민공동회 참여

##### 만민공동회
다시 관직에 등용된 이상재는 1892년에 전환국 위원, 박정양이 내무부 독판이 되자 1894년 승정원우부승지 겸 경연각참찬관이 되었다. 그해 학부참사관(學部參事官)·법부참사관(法部參事官)을 거쳐 1894년 관제 개정 이후 신설된 학부 아문의 참의(學部衙問參議) 겸 학무국장을 지냈다.

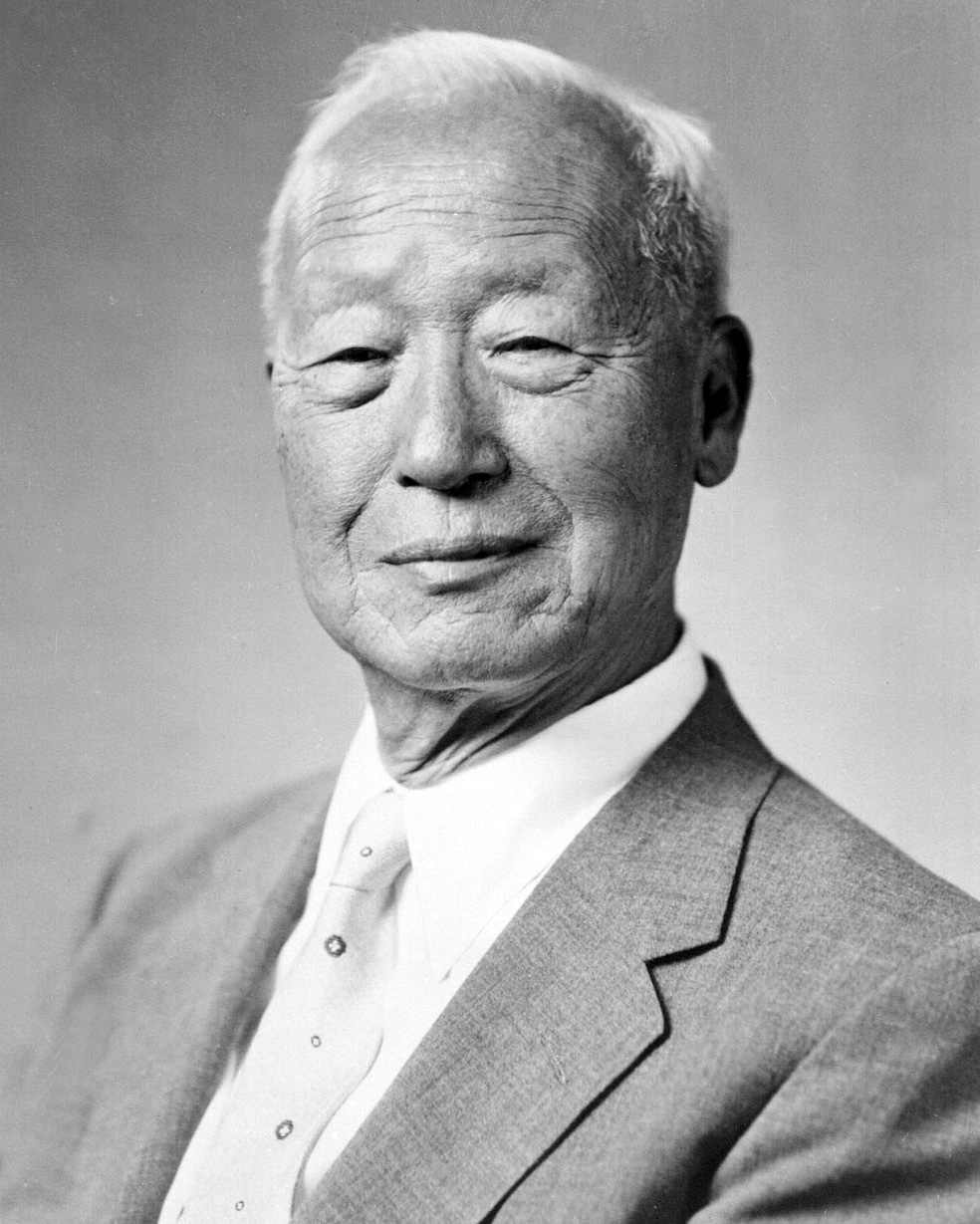
이승만
(독립협회에서 만난 이후 이상재는 이승만의 정치적 스승이자, 재정적 후견인이 되었다.)

1895년 12월 갑신정변으로 역적으로 몰린 서재필이 귀국하자 그의 지지자가 되었다. 서재필을 국제 정세에 밝다는 이유로 대한제국 중추원의 의장, 외무부의 협판으로 천거하였다. 그러나 귀국 후 미국시민권자를 자칭하며 조선인을 냉담하게 대하는 서재필의 태도에 충격을 받고 점차 반감을 품게 된다.
학무 아문참의로 재직중 이상재는 이때 신교육 제도를 창안하여 신교육령을 반포하고, 사범학교·중학교·소학교·외국어학교를 설립하고 외국어학교 교장을 겸하기도 하였다. 이때 일본공사 이노우에(井上馨)가 외국어학교 교사는 일본인만을 고용하라고 강요했으나 단호히 거절하였고, 미국인과 프랑스인을 고용하기도 했다. 1896년 국어학교 교장으로 발령되었다.
1896년 2월 고종이 아라사 공사관으로 그러니까 제정 러시아 공사관에 간 사건인 아관파천으로 친일정권이 무너지자 내각 총서(內閣總書)와 중추원 1등 의관(議官)이 되고, 다시 관제개편이 되자 6월 내각의 의정부 총무국장에 올라 탐관오리 색출과 처벌, 감사 활동으로 부패, 무능한 탐관오리 축출에 힘을 기울였다. 1896년 7월 그는 서재필(徐載弼), 이승만, 윤치호, 이완용 등과 독립협회를 조직하고 독립협회 위원이 되어 민권운동에 투신하였으며, 대중계몽집회인 만민공동회 의장과 사회를 맡아 활동했다. 만민공동회가 종로에서 개최되었을 때 척외(斥外)·황권(皇權) 확립 등의 6개 조항을 의결, 두 차례 상소문을 올렸다. 그러나 다른 뜻을 가졌을 것이라는 척족 대신들의 탄핵으로 16명과 함께 경무청에 구금되었으나 참정 심상훈(沈相薰)의 간곡한 상소로 10일 만에 석방되었다.

##### 독립협회

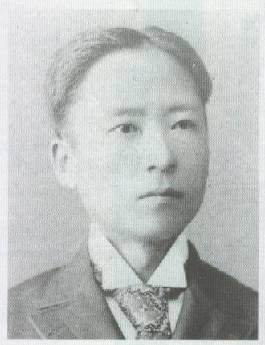
동지 서재필

독립협회의 지도자로 활약하며 한성부와 고향인 충청남도 서천, 서산 등 각지를 순회하며 계몽, 강연활동을 하였다. 후일 사학자 문일평은 이상재와 윤치호, 서재필을 독립협회의 세 기둥이라고 평하기도 한다.
그는 윤치호, 서재필 등과 민중의 참정권을 주장하였다. 5월 17일 서재필이 강제 추방되어 미국으로 돌아가고 이완용, 윤치호와 함께 독립협회를 주도했다. 10월 28일 독립협회 부회장으로 관민공동회(官民共同會)를 개최하여 전제군주권을 제한하고 내각책임 행정을 실시해야 한다는 헌의6조(獻議六條)를 결의하여 고종에게 건의하자 그해 10월 30일 고종이 이를 수락한 후 중추원을 개정하여 중추원 관제를 발표했으나, 조병식(趙秉式)·유기환 등의 반격을 받게 된다. 11월 4일 독립협회 해산령이 내리고 정교(鄭喬)·남궁억(南宮檍) 등 16명과 함께 구속되었다.
독립협회가 만민공동회를 열어 시위항의를 함으로써 11월 10일 태(笞) 40대를 맞고 풀려났다. 이후 만민공동회를 지도하여 헌의6조의 실시를 요구하면서 황국협회에 맞섰으나 1898년 말 독립협회는 보부상들의 정치단체인 황국협회를 앞세운 보수파들의 탄압으로 해산당하였다. 그해 12월 25일 독립협회가 정부의 탄압과 황국협회의 방해로 해산되자 모든 벼슬을 버리고 낙향하였다.

##### 기독교에 귀의

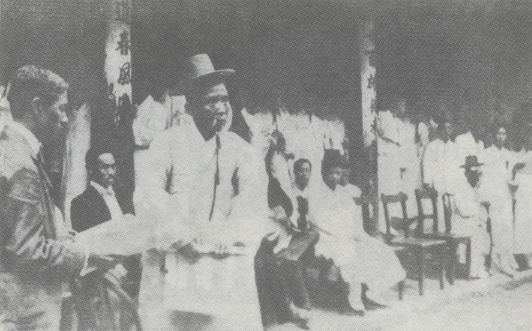
YMCA 청년회 사무를 보는 월남 이상재.

서재필은 도미하였고 윤치호는 관료생활에 매진하였으나 그는 벼슬을 거부하고 탐관오리의 부패상과 비리, 내부 묵인 등을 탄핵하다가 1899년 11월 4일 수구파가 보낸 군사들에 의해 독립협회 간부들 대다수가 체포됨으로써 독립협회는 해산당한다.
1902년에는 개혁파 인사들이 대거 구금되거나 일본으로 피신하는 개혁당 사건이 일어나자 그해 6월 둘째 아들 이승인(李承仁)과 함께 체포되어 옥고를 치렀다. 아들 승인은 당시 고문을 당하여 고문 후유증으로 출옥 후 사망했다. 당시 그는 감옥에서 이승만이 전달한 성서를 읽고 기독교인이 되기로 결심했는데, 청소년 기독교 잡지인 《새벽나라》(두란노 刊)에 의하면 이상재 선생은 원수도 사랑하라는 마태복음서의 산상수훈에 감동받았다 한다.
출옥 직후 그는 자신의 고향인 충청도 서천군 한산면 종지리로 내려가 교회를 설립, '초갓집교회' 예배당을 헌당한다. 초가집교회는 후에 1970년대에 현대식 새 건물로 개축된다.
또한 이상재 선생은 1910년 황성기독교청년회 야유회에 감리교 성직자인 전덕기 목사와 같이 참여하였다. 이상재 선생은 양반이고, 전덕기 목사는 숯을 만들어서 장사하는 노동자였으니 계급이 달랐지만, 기독교인인 그에게 전덕기 목사는 하나님의 나라 건설을 위한 동지였을 따름이다.

##### 이승만과의 관계

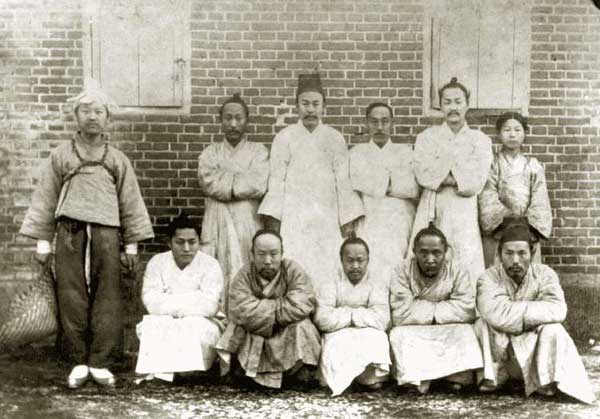
한성감옥에서의 사진(맨 왼쪽 서있는 사람이 이승만,앞줄 오른쪽 두 번째에 앉은 이가 이상재, 뒷줄 오른쪽 두 번째는 그의 아들)

옥중에서 그는 김정식(金貞植), 유성준(兪星濬), 이승만, 이동녕을 만났고, 그들과 가까이 지냈다. 이때 그는 이승만에게 영향을 주었는데, 그로부터 기독교를 접하고 교인이 되었다.
1904년 2월 이상재는 특별 석방되었다. 이후 이승만의 옥바라지를 했고, 이승만도 미국에 파견될 특사로 선정되어 곧 석방된다. 그는 독립협회와 만민공동회, YMCA에서 만난 이승만의 정치적 후견인이 되어 주었고, 후일 이승만이 미국 유학을 할 때는 그의 생활비를 지원, 후원하기도 했다.

#### 공직 사퇴와 기독교청년회 활동
출옥한 뒤로는 그는 한동안 두문불출했다. 1905년 9월 26일 서울 전동에 있던 시종무관장 민영환 집에서 미국 대통령 시어도어 루스벨트의 딸 엘리스 루스벨트를 환영하는 이색 만찬이 개최되었다. 이상재 역시 이 만찬에 큰 기대를 걸고 참석했다. 주빈은 당시 미국 대통령인 시어도어 루스벨트의 딸 앨리스이고 배빈이 앨리스양을 수행한 해군대장 트레인과 앨리스 양의 약혼자 커빈 해군 중장이었다. 한국에서는 민영환 이외 이준, 이상재, 이용익, 윤치호, 그리고 미국인으로 서울에 와 항일 필봉을 휘두르고 있던 '코리안 리뷰'사 주간 헐버트(흘법) 여사 등 반일 친미 인사들이 대거 참여했다. 그리고 앨리스양에게 아버지인 대통령에게 다리놓아줄 것을 부탁했고, 앨리스양은 황제의 국서를 지닌 특사를 파견한다는 조건으로 쾌히 응낙했다.
YMCA의 지도자이며 기독교, 개화파와 친분을 쌓았던 이상재는 바다 건너 해양 문명국이 대한제국의 자유와 해방을 도와줄 것이라고 생각했다. 그러나 제자인 이승만, 친구 윤치호 등으로부터 가쓰라-태프트 밀약 소식을 듣자 이상재는 미국에 대해 엄청난 실망감을 품게 된다. 1905년 을사조약이 강제체결된 뒤 고종의 부름을 받았다. 그러나 관직에 미련이 없었음을 밝혔으나 도와달라는 고종의 애절한 부탁을 거절할 수 없어 의정부참찬에 머물렀고, 1907년 법부대신의 교섭을 받았으나 사양하였으며, 군대해산 이후 관직을 사퇴했다.

윤치호
(그와 함께 YMCA를 지도하였다.)

석방된 뒤 함께 감옥에 있었던 김정식, 유성준, 이승만 등과 그밖에 윤치호 등과 함께 황성기독교청년회(YMCA)에 가입, YMCA 초대 교육부장에 선임되었다.

### 일제강점기 이후

#### 사회 참여 활동

##### 한일 합방 직후

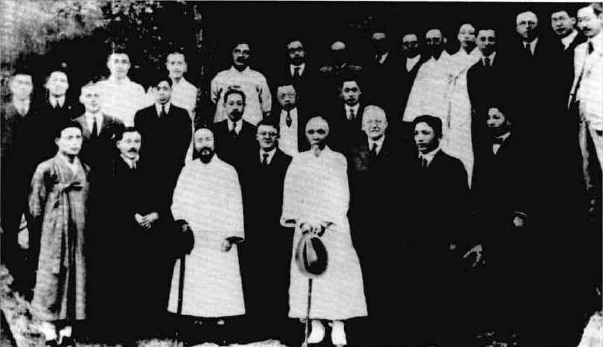
경성부 YMCA에 지원, 파송되어 온 미국인 선교사들과 함께(가운데 오른쪽이 윤치호, 가운데 왼쪽이 이상재)

1910년 8월 한일 합방 이후 일체의 공직에서 사퇴하였다. 한일 합방 이후 교육 계몽활동에 나섰고, 청년들의 깨달음과 실력 양성, 해외 유학과 견문 시찰을 청년들에게 당부하였다.
한일합방 직후 총독부가 개최한 조선미술전람회에서 우연히 조선미술전람회 회장으로 추대되었다. 그는 인사말로 '대감은 동경으로 이사가셔야 하겠습니다'고 하였다. 신소설 《모란봉》에서 청일전쟁을 서술하는 장면에서, 일본군 군의관을 엄마와 헤어져 고아가 된 옥련을 치료하고 입양까지 한 은인으로 친절하게 묘사하는 등 친일 성향이 농후한 소설가인 이인직이 의문을 표하자 이상재는 '대감은 나라 망하는데 선수 아니십니까? 대감이 일본으로 이사가면 일본이 망할 것이 아닙니까?'라고 반문했다 한다. 그의 풍자, 조롱에 아무도 대답을 하지 못했다.
한일합방 직후 그는 일체의 공직활동을 자제하고, 언론, 문필, YMCA 청년회와 선교 활동에 종사하였다.

##### YMCA 활동과 선교 활동

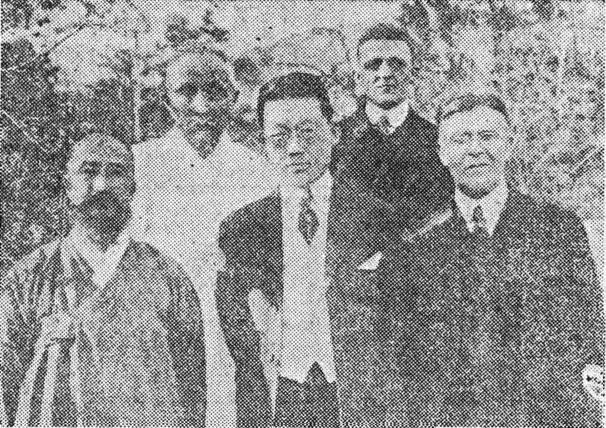
엄낙만 환영회장에 참석
(뒷줄 왼쪽이 이상재, 앞줄 왼쪽은 윤치호, 앞줄 가운데는 신흥우

1913년 조선총독부는 YMCA의 확장을 경계, 어용단체인 유신회(維新會)를 동원, 기독교 청년회를 파괴하려 하였고, 이 때문에 간부들은 축출, 구금, 국외추방 당하거나 해외망명을 하였다. 출국한 이승만의 미국 체류를 위한 장학금을 지원하는 한편 윤치호에게도 출국을 권한다. 그러나 노부모가 생존해있던 윤치호는 출국을 주저한다.
그러나 그는 1913년 황성 YMCA 총무에 취임하여, 지도자들의 이탈과 구속, 추방 등의 가운데 윤치호와 함께 YMCA의 간판을 지키고 청년회를 사수하였다. 1914년 재일본조선YMCA를 비롯한 세브란스·배재·경신과 개성의 한영서원, 광주의 숭일YMCA, 군산의 YMCA연맹, 전주의 YMCA신흥, 공주의 YMCA연맹 등 학생YMCA와 연합, 황성기독교청년회와 통합하여 조선기독교청년회 전국연합회를 조직하였다. 이는 한국 YMCA의 모태가 되었다.
황성기독교청년회를 중심으로 꾸준히 계몽운동에 참가했는데, 이는 1920년대 조선 기독교계에서 계몽운동에 중점을 둔 사회참여를 하고 있었기 때문이다. 조선기독교청년회(YMCA)는 3·1 운동에서 중요한 역할을 맡아, 그도 이 일로 관련자로 지목되어 6개월간 구금되었으나 혐의점이 없어 풀려났다. 한국보이스카우트연맹의 전신인 소년척후단조선총연맹 초대 총재, 조선일보 사장을 역임하면서 다양한 사회운동을 하였다. 그러나 1919년 3월 1일 민족대표 33인으로부터 조선독립선언문에 서명해 줄 것을 요청한 것은 거부하였다.

##### 청년들과의 교유

만년의 이상재

그 뒤 그는 YMCA 청년회의 제2대 총무에 취임한다. 그는 기독교에 늦게 입문하여 나이가 들어서 젊은 사람들과 함께 청년회 운동을 하였고, 별세한 해인 1927년에도 중도 우파(비타협적인 민족주의)와 좌파(사회주의)가 합작한 독립운동단체인 신간회의 초대 회장을 맡는 등 끝까지 원기 왕성한 기독교 사회활동을 펼쳤으며, 유머가 넘치는 밝은 성격이라 "만년청년"으로 불렸다. 당시 보수적인 이들은 "나이지긋한 분이 체통을 지키지 않는다"며 그의 그러한 행동에 불만을 가졌으나, 이상재 자신은 "내가 청년이 돼야지, 청년더러 노인이 되라고 할 수 없다"면서 청년들과 교류하는 일을 그만두지 않았다. 또한 그 자신은 셋방에서 살면서도 어려운 고학생이 있으면 학비를 줄 정도로 청년들을 다음 세대의 지도자로 키우는 일에 헌신하였다.

##### 기독교인으로서의 기독교 비판
이렇듯 이상재는 너그럽고 밝은 성격을 갖고 있었지만, 옳지 못함에 대해서는 거침없이 비판했다. 그 실례로 1923년 이상재는 서구 개신교 선교사들앞에서 다음과 같은 연설을 하여, 당시 조선 개신교 교회에서 선교사들과 조선인 신자들이 대립하게 된 원인인 선교사들의 백인우월주의를 비판하였다.
| “ | 기독교인으로서 우리는 하나이다. 하나님 나라는 세상의 어떤 경계도 초월한다. 그러므로 민족적 우월감에 사로잡혀 하나님 나라를 세우는 일에 방해되지 않도록 하자. | ” |

그는 일부 개신교 선교사와 교인들의 오만함과 독선이 사회적인 분열과 갈등을 야기할 것이라 예견하였고, 기독교 정신인 관용과 사랑으로 감싸려고 노력하자고 권고하였다. 그의 이런 예견은 틀림이 없어서, 사회주의가 본격 조선에 도입된 1920년대초에 이르러 대다수 기독교인들과 마르크스-레닌주의 성향의 사회주의와 공산주의 세력 간의 첨예한 갈등으로 나타난다. 사회주의자들은 기독교를 인민의 아편(마약, 진통제), 미신이라 비판하고, 기독교계는 자신들을 비판하는 사회주의자들을 대화와 협력을 할 수 없는 사탄인양 취급을 했다. 하지만 소수 기독교인들은 기독교와 사회주의의 공통점을 찾으려는 기독교 사회주의를 주장함으로써 사회주의와 기독교의 협력과 대화를 생각했고, 몽양 여운형 선생처럼 기독교계의 사회운동이 한계가 있음을 직시하여 사회주의로 전향하는 이들도 있었다.(기독교 사회주의 산책/이덕주 지음/홍성사)

#### 교육, 강연 활동

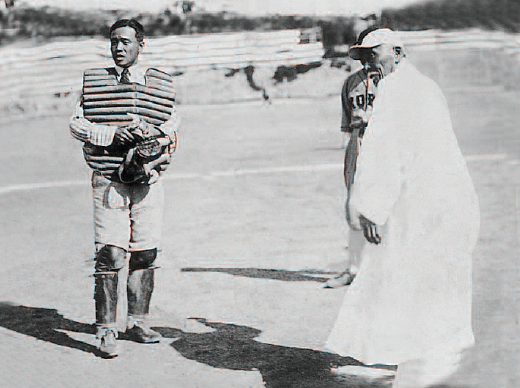
1920년 11월 4일 개최된 1920년 전국체육대회 개회식에서 이상재(우측)가 시구를 하는 모습.

그러나 3·1 운동 이후 만세 사건의 배후로 지목되어 투옥되었다가 바로 풀려났다. 이때 일본인 검사 상내(上內)가 문초를 할 때 각종 고문 도구들을 준비하고 회유하였으나 그는 거절하였다. 상내검사가 고문 도구들을 늘어놓은 다음 순순히 자백하지 않으면 고문할 의사를 밝혔다. 그러자 그는 큰소리로 외쳤다.
| “ | 옳지. 왜놈들은 제 부모도 친다더라. 늙은 나를 치려거든 쳐 보거라. | ” |

이 말을 들은 상내 검사는 고향의 늙은 아버지를 생각하여 감히 그를 치지 못했다. 총독부 경찰은 그에게 3.1 만세 운동에 관련된 것을 추궁하였으나 그는 모르쇠로 일관했고, 별다른 혐의점이 없자 석방되었다.
1920년 조선기독교청년회연합회 회장, 조선중앙기독교청년회 고문으로 추대되었다. 이어 동년 YMCA의 명예총무 또는 전국연합회회장에 선출되었고, 1920년 미국회의원으로 구성된 시찰단이 내한하였을 당시 제2의 독립운동·물산장려운동·소년척후대(보이스카웃)운동·학생청년회운동 등 YMCA운동을 주관하였으며, 각종 강연회·토론회·일요강좌·농촌운동·지방순회강연을 다녔다.

#### 반기독교 사태 중재

##### 반 기독교 사태 시작

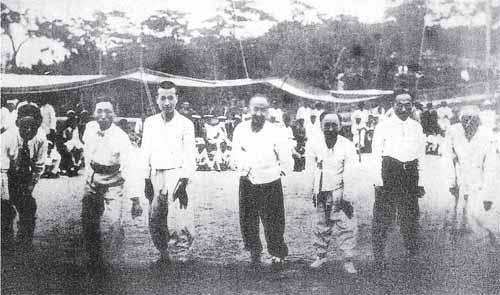
하와이 방문 시 안창호, 윤치호와 함께 달리기 경주 (오른쪽 맨 끝)

105인 사건의 실패 이후에도 조선총독부는 통치에 부정적이었던 기독교 단체들을 타도할 계획을 꾸몄다.
1920년 9월 경상북도 영주군(榮州郡)에 권성영(權聖英)이란 사람이 있었다. 그의 아내는 평소에 효성이 지극하여 시어머니 상을 당하자 아침 저녁으로 상식(上食)을 했다. 그러던 중 남편이 예수교 신자(우리나라에 개신교는 예수교를 음역한 말인 야소교라는 이름으로 들어왔음)가 되면서부터, 성서말씀을 엄격하게 해석하여 조석 상식이 미신이라고 하면서 그것을 엄금하게 하였다. 아내는 남편에게 애원도 하고 설득도 해봤으나 끝내 듣지 않았으므로 차라리 죽음으로써 불효의 죄를 갚는 것이 자식된 도리라 생각하고는 자결하였다.
그 당시 기독교인들은 성서를 문자 그대로 해석하여 부모의 신주(神主) 앞에 절하는 것 뿐만 아니라, 살아있는 부모에게 1년에 한 번씩 세배 드리는 것마저 우상 숭배라고 생각했다. 이것은 '하나님 외에는 절하지 말라'는 십계명을 범하는 일로 여겼기 때문이다. 이 일로 서구의 미신이 조선을 짐승 사회로 만든다며 기독교에 대한 유교의 기독교 성토가 이어졌고, 사회주의자들 역시 기독교의 배타성과 맹신을 집중공격했다. 민족대표 33인에 장로교 장로인 남강 이승훈 선생 등이 참여할 정도로 민족의식이 강했던 기독교 단체를 타도하려 했던 조선총독부는 기독교 성토를 부추기거나 수수방관하였다.
이 사건은 신문에 크게 보도되었다. 9월 1일자 동아일보에 '애매 무리한 기독교의 희생자, 남편이 예수교를 믿고 상식을 폐한 결과 마누라가 대신 죽어'라는 제목의 기사가 실렸다. 이후 사회에서는 기성 교회에 대하여, 특히 선교사들에 대하여 비난의 소리가 빗발쳤다. 반기독교적 시위와 항의가 확산되는 가운데, 그는 기독교의 본질이 부모를 공경하고 조상에게 예를 표하는 것을 거부하는 것은 아니라며 해명하였다.

##### 이상재 선생의 의견
사태가 이쯤 되자 동아일보의 기자가 기독교계의 반응을 듣기 위하여 청년회 회관으로 월남을 찾아왔다. 이에 월남은 크게 충격을 받고 자기 소신대로 의견을 말했다. 기독교가 효를 거절하는 것은 아니며, 인간이 되지 못한 자가 신앙을 한다고 하여 달라지는 것은 없다는 것이었다.
동아일보는 그의 발언을 환영하여 '제사와 우상 숭배, 조선의 제사는 일신(一神)사상에 위반이 되지 아니한다'는 사설을 발표했고, 기독교 근본주의를 따르는 개신교 교회들과 선교사들은 그들이 보기에 우상숭배인 제사를 효의 실천으로 존중하는 이상재를 책벌감상으로 몰았다. 이때 박승봉장로는 기독교의 제사 문제를 근본적으로 파헤쳐 구약성서 레위기 주석까지 썼으며, 더 나아가 주정(주자와 정호) 때부터 유교가 결단났다고 하면서 주자학(朱子學)의 제사관을 비판한 일도 있었다.. 이상재의 이러한 발언은 교회와 사회에 큰 파문을 야기시켰고, 반기독교 풍조를 잠재우고 사태를 중재하는데 성공한다.

### 생애 후반

#### 민립대학 기성회와 선교 활동

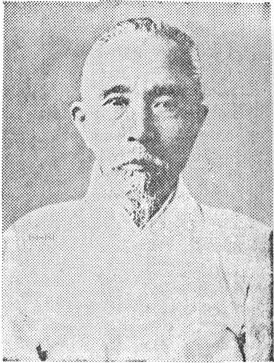
만년의 이상재 (1925년)

1922년에 조선교육협회를 창설하여 회장에 취임하였다. 1920년대 초에는 민립대학 설립운동에 참여하여 한규설, 윤치소 등과 민립대학 설립운동 발기인의 한사람이 되었다. 그 뒤 민립대학기성회로 발전시켰다. 1922년 3월 중앙집행위원에 선임되었다. 1922년 이상재는 이승훈, 윤치호, 김병로, 김성수 등과 함께 주동이 되고 발기인 1,170 명을 확보하여 민립대학 기성회를 출범시키고 모금활동을 했다. 그러나 민립대학 설립운동은 일제의 방해로 좌절되었다.
1922년 신흥우, 이대위(李大偉), 김활란, 김필례(金弼禮) 등 YMCA대표단을 인솔, 북경에서 열린 세계기독학생연맹(WSCF) 대회에 참석하여 한국 YMCA가 단독으로 국제 YMCA연맹에 가입을 허락해줄 것을 각국의 YMCA 대표자들에게 설득 호소하고, 일본 YMCA 대표단과 담판하여 한국 YMCA가 단독으로 국제 YMCA에 가입케 하고, 독자적으로 국제 YMCA 행사에 참여하게 하여 한국 YMCA의 국제 YMCA 가입의 단초를 마련하였다. 1923년 소년연합척후대(少年聯合斥候隊:보이스카우트) 초대 총재가 되고, 물산장려운동·절제운동·지방전도운동·창문사운동 등을 지도했다. 24년 조선일보사 사장에 취임하였으나 곧 사퇴하였다.
1925년 2월 손자 홍직이 공부한 감리교 고등학교인 배재고등보통학교 졸업식에 참석하였다. 조선총독부 총독과 일본인 경기도지사의 축사를 대신 낭독한 한국인 직원들의 낭독 이후, 내빈 대표로 축사를 낭독할 때 그는 "여러분, 조선말 들으실 줄 아시오? 나는 일본말을 몰라서 조선말로 하오."라며 한글로 축사를 낭독하였다.

#### 신간회 회장 추대와 임종

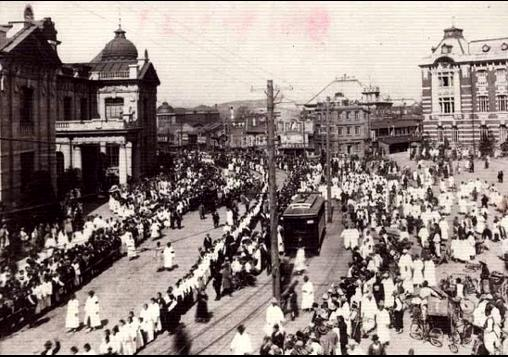
1927년 4월 7일, 이상재 사회장. 당시 그의 장례행렬은 수 많은 인파가 몰렸다.

1925년 4월 15일 제1회 전국기자대회가 열리자 의장에 피선됐고, 1927년 2월 15일 민족주의자와 사회주의자, 공산주의자 등 이념을 초월한 각계 인사가 모여 신간회를 결성하자 회장으로 추대되었다. 이상재는 당시 병석에 누워 있었으나 신간회 회장직을 수락했다.
만년에 노환으로 고생하다가 말초신경에 부종 증세로 고생하였으며, 1927년 3월 19일 혼수상태에 빠졌다가 깨어났다.
재산이 없던 그는 전셋방을 전전하기도 했다. 1927년 3월 29일 경성의 전셋방에서 병사하였고, 당시 나이 78세였다. 전세로 전전하던 그는 재산도 없었으며, 사망 당시 쌀 27가마의 빚을 남겼다. 이 빚은 윤치호, 이승만, 김성수, 안창호, 송진우 등이 모금운동을 하여 그의 빚을 갚아주었다. 가정적으로도 불행하여 세 아들이 그보다 먼저 죽고, 넷째 아들 승준만이 그의 임종을 지켰다.
이후 거족적인 사회장이 거행되었으며 10만 인파가 몰렸다. 선영인 충청남도 한산군의 선영에 장사되었고, 1957년 대한민국 대통령 이승만의 지시로 경기도 양주군 장흥면 삼하리로 이장되었고, 변영로(卞榮魯)가 묘비문을 썼다.

### 사후

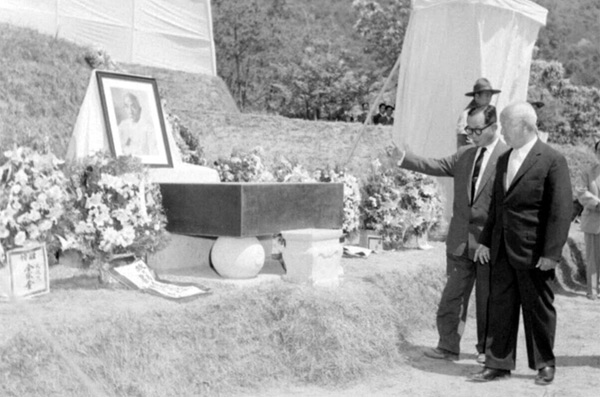
1957년, 이승만 대통령이 월남 이상재 선생 묘비식에 참석한 모습.

고향인 한산면 종지리에 송덕비가 건립되었다. 광복 이후 1956년 대통령 이승만의 특별 지시로 공보처에서 《이상재 선생 략전》이 발간되었다.
1962년 건국훈장 대통령장이 추서되었다. 서울 종묘공원에 동상이 설치되어 있고, 독립기념관에는 다음 문구를 새긴 어록비가 세워져 있다.

## 사상과 신념

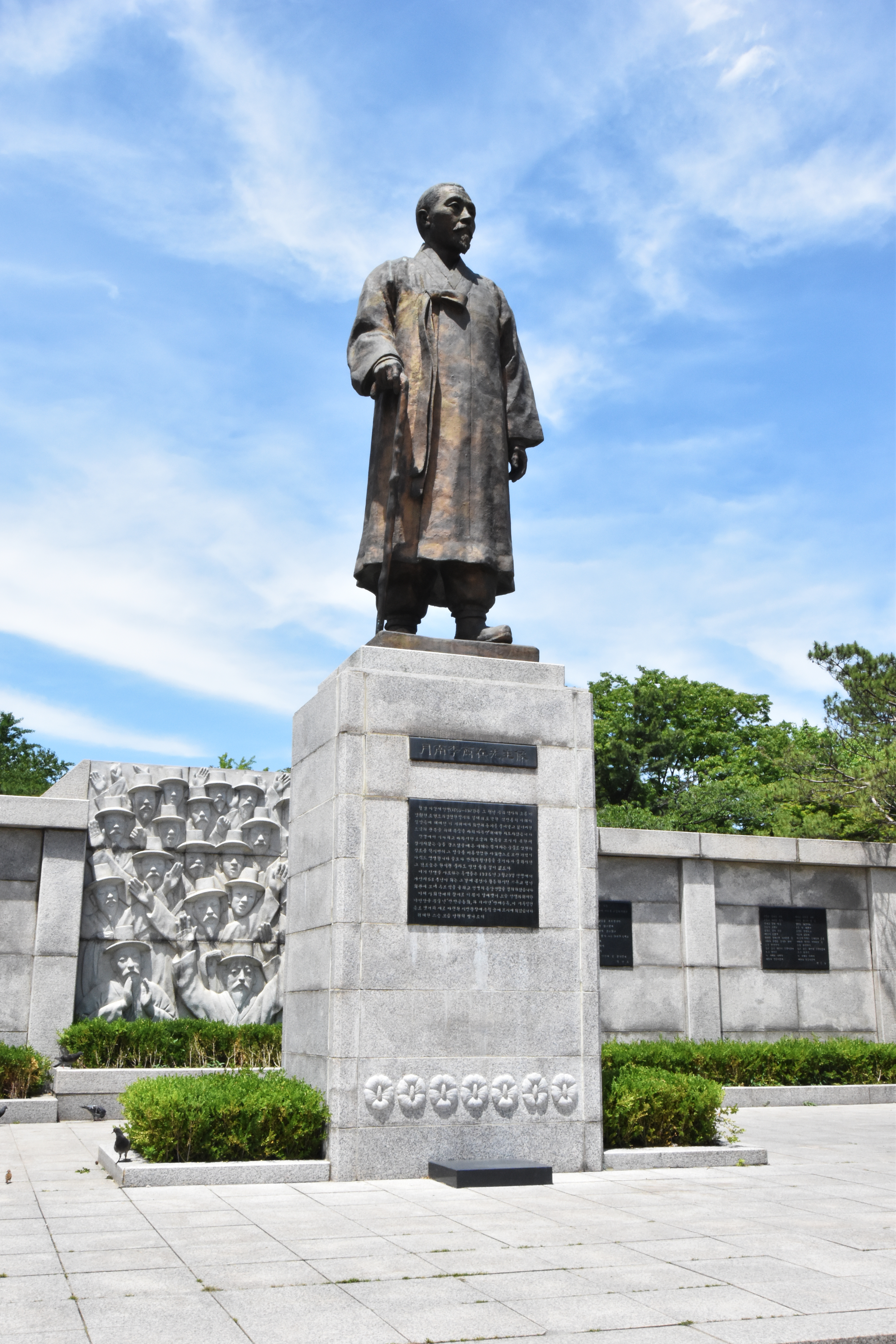
이상재의 동상

### 맹목적 사대주의에 대한 반감
그는 한국 사람들이 서로 부를 때 긴상(김씨), 복상(박씨) 하거나, 미국식으로 미스터 김(Mr. Kim), 미스터 박(Mr. Park) 하는 것을 볼 때마다 매우 불쾌히 여겼다. 어찌하여 한국 사람들을 제 나라 고유의 말이나 버릇대로 부르지 않고 일본인이나 미국인의 흉내만 내느냐는 것이다.
사람들이 많이 모인 자리에 외국인 풍조를 따라하는 사람들이 있었다. 이상재는 갑자기 입을 열어 "요즘 웬일인지 상놈도 많고 미친놈도 많다"고 하였다. 이 말을 들은 사람들은 무슨 영문인지 몰라 어리둥절해하였다.
요즘 웬일인지 상놈도 많고 미친놈도 많습니다. 요새 일본 말이나 좀 할줄 아는 사람들은 스스로 김상놈(김상), 박상놈(박상) 하더니, 미국 풍조가 들어와서는 어떤 사람들은 미쳤다 김(Mr. Kim), 미쳤다 박(Mr. Park) 하니까 말이지!

그제야 무슨 뜻인지 깨닭고 좌중은 폭소하였다. 개화파 출신이었던 그는 맹목적인 현상 유지에는 반대하였다. 그는 대한제국의 멸망 원인을 신문물을 거부하고, 쇄국 정책을 단행한 점을 지적했다. 그는 우리의 것을 지키기는 지키되 좋은 것은 지키면서 외국의 것을 받아들이자는 것이 그의 지론이었다.

## 평가
풍자와 기지가 넘쳐 차원 높은 해학으로 살벌한 사회분위기를 순화시켰고, 악독한 일제의 침략과 불의를 날카로운 풍자와 경구로써 제어하였다. 그 근거로 계몽사에서 만든 이상재 전기에는 이상재 선생이 풍자와 경구로써 부당한 현실에 저항한 재담가였음을 보여주는 사례들이 나온다. 이상재 선생은 신사유람단에 따라갔을 때 일제가 총과 칼을 보여주며 힘을 자랑하자 "칼로 일어서면 칼로 망한다."는 예수가 로마제국의 군국주의를 논박하기 위해 한 말(마태복음서 26:52)을 인용했고, 을사오적들에게는 "대감들, 일본에 가시지요. 당신들 나라 망하게 하는데 재주가 있으니 말이오"라고 독설을 보여주었다.
서재필은 월남의 부음을 듣고 조선일보에 한 기고에서 "그는 거인이었고, 그의 비범한 탁론과 강직한 기백에 나는 감복하지 않을 수 없었다"고 하였다. 동아일보 사장을 지낸 송진우는 "세상을 풍자하는 해학은 동방삭을 앞섰고, 슬플 때는 굴원을 생각하게 한다"며, "선생은 나라를 근심하고 일신은 근심하지 않아 머리는 희고 마음은 붉었다"고 평하였다. 윤치호는 "인간이 어떻게 살아야 한다는 것을 몸소 보인 분"이라고 평하였다.
교육자 겸 정치인 김동길(金東吉)은 그의 "솔직함과 가식이 없음"을 높이 평가했다. 김동길에 의하면 "월남 이상재가 한 시대에 우뚝 선 거물인 까닭은 범사에 솔직하고 가식이 없고 언제나 있는 그대로를 자연스럽게 보여주신 어른이기 때문이라고 믿는다"고 평하였다.

## 일화
독립운동가 이원순의 증언에 따르면 그는 노소동락(老少同樂)을 주장하여 청년들과 경주하거나 바둑·장기 두는 것을 좋아했다. 학생들끼리 바둑이나 장기를 두는 것을 보면 반드시 훈수하기를 좋아했고 훈수대로 두지 않고 질듯한 사람에게는 자리를 비키게 하여 대신 이겨주고 즐거운 듯 파안대소(破顔大笑)하는 모습이 마치 홍안소년(紅顔少年)처럼 보였다고 한다.
이상재가 강연회와 기독교 선교 활동을 다닐 때는 조선총독부에서 파견한 헌병과 순사들이 들어와 그를 감시하고 강연내용을 주시했다. 겨울의 어느 강연에서 그는 개나리꽃이 활짝 폈다고 일갈했다. 당시 순사와 헌병의 제복이 황색인 점을 착안, 개는 황색 제복이었고, 나리는 헌병을 조롱했던 것이다.
경술국치 직후, 어느 저명 인사가 자발적으로 일본식 이름으로 개명하였는데 이토(伊東)라 하였다. 그의 개명 소식을 듣고 이상재는 그 인사의 집 대문에 가서 용변을 보았다. 그 인사가 이상재에게 항의하자 너는 이 똥과 같은 놈이라고 조롱하고 떠났다.

### 일본 YMCA 사건
1911년 초봄, 일본 YMCA가 월남 선생을 초청한 일이 있었다. 한일 양국의 교인간 친목을 표방하였으나 그 내막에 있어서는 그로 하여금 독립운동의 의지를 꺾게 하려는 정치적 흉계가 내포되어 있었다. 일본에 건너간 월남 선생 일행은 극진한 대접을 받으며 명승고적을 두루 시찰하고 어느날 저녁, 총리대신이 베푸는 만찬회에 참석하게 되었다. 이 만찬회에는 총리대신을 비롯한 각 대신이 참석했는데 만찬이 끝날 무렵, 총리대신이 가장 평범하고 서민적인 월남에게 소신을 듣기를 청하였다. 이에 응한 월남 선생은 다음과 같은 유명한 말을 남겼다.
| “ | 여러분! 일본인들은 일본이 가장 강한 나라 중의 하나인 것처럼 생각하고 있습니다. 따라서 당신네들은 원하는 모든 것이 성사될 것으로 믿고 있으나 또 하나의 강력한 왕국이 존재하고 있다는 것을 명심해야 할 것입니다. 만약 그 임금께서 노하시게 되면 일본의 육해군은 눈깜짝하는 사이에 멸망한다는 것을 잊지 마십시오. 그러나 일본 사람들이 이것을 명심하여 그 임금을 즐겁게 해드린다면 일본은 위대한 국가가 될 수 있을 것입니다. 그 임금이란 두말할 것 없이 하늘에 계신 임금이십니다. | ” |

### 변정상 씨
1918년 무렵 YMCA의 중학부에 재학하던 수주 변영로가 친구들과 함께 수업을 듣지 않고 종로 거리를 걸어가노라니까 뒤에서 누군가가 변정상(卞鼎常) 씨, 변정상 씨 하고 자신의 아버지의 이름을 부르는 것이었다. 뒤를 돌아다 보니 이상재가 그렇게 부르면서 따라오는 것이었다. 변영로는 불쾌히 여기며 이상재가 올 때까지 기다리고 있었다.
변영로는 그에게 "선생님. 노망이 아니세요? 아버지와 아들을 분별하지 못하시니, 아무리 우리 아버지가 선생님의 친구이기로 노상에서 이름을 부르는 법이 어디 있습니까."라며 항의하였다. 이 말을 들은 이상재는 "이놈아. 그러면 네가 변정상의 씨가 아니란 말이냐. 기백이 그만하면 됐다."고 하였다.
그에 의하면 너는 변씨가문의 씨 답게 체통을 지켜야 하며, 너희들은 한국인의 씨이니 씨알머리가 있어야 한다는 것을 농담조로 가르친 것이다.

## 기타
월탄 박종화의 추도시
| “ | 어질고 굳센 기상 조찰코 깨끗한 정기 부귀도 임의 마음 흔들지 못했고 총칼도 임의 뜻을 빼앗지 못했네 해지고 어두운 거리 우리들 청년의 길은 험악도 하였어라 모두다 헤맸네. 호걸은 망명하고 지도자는 없었네 이중에 선생은 우리들의 등불 나라의 청년들 의지하던 곳 오직 당신만이 높고 높은 태산의 준령이었네 오오 당신은 이겨레의 아버지, 대한의 성웅이었네 | ” |

## 같이 보기
| - 갑신정변 - 독립협회 - 만민공동회 - YMCA - 박정양 - 김옥균 - 서재필 - 서재창 - 윤치호 - 이동녕 - 이동휘 - 이승만 - 양기탁 - 안경수 - 윤치오 - 이종일 - 홍영식 | - 중앙학회 - 김옥균 - 서광범 - 박영효 - 변영태 - 변영로 - 유길준 - 양기탁 - 이준 - 이용익 - 이상설 - 이동녕 - 전덕기 - 김구 - 김규식 - 박용만 - 안경수 | - 손탁 호텔 - 김인전 - 안국선 - 안창호 - 안재홍 - 여운홍 - 윤치소 - 윤치영 - 김성수 - 장면 - 이광수 - 하응선 - 독립유공자로 대통령장을 수여받은 사람 |

## 이상재를 연기한 배우
- 이호재 - 1984년, 《독립문》 (KBS2 드라마)
- 최경열 - 2005년, 《손탁 호텔》 (오페라)

## 참고 자료
- 이상재 : 독립유공자 공훈록 - 국가보훈처
- 이 달의 독립 운동가 상세자료 - 이상재, 국가보훈처, 1992년 7월
- "민족계몽 힘써야" 조건으로 사장 수락

## 관련 서적
- 천광노, 《홍송 - 월남 이상재 일대기》 1,2 (월남정신문화사, 2009)
- 이시원, 《월남이상재》(중앙서관, 1926)
- 김설동, 월남이상재실기(월남이선생실기출판소, 1927)
- 공보실 편, 월남이상재선생략전(대한민국 공보실, 1956)
- 나라사랑 9―월남이상재 특집호―(외솔회, 1972)
- 김을한, 《월남이상재일대기》 (정음사, 1976)
- 전택부, 《월남이상재》 (한국신학연구소, 1977)
- 전택부, 한국기독교청년회운동사(정음사, 1978)
- 김성태, 월남이상재의 성격연구(성곡논집 4호, 1973)